# 高菜めし

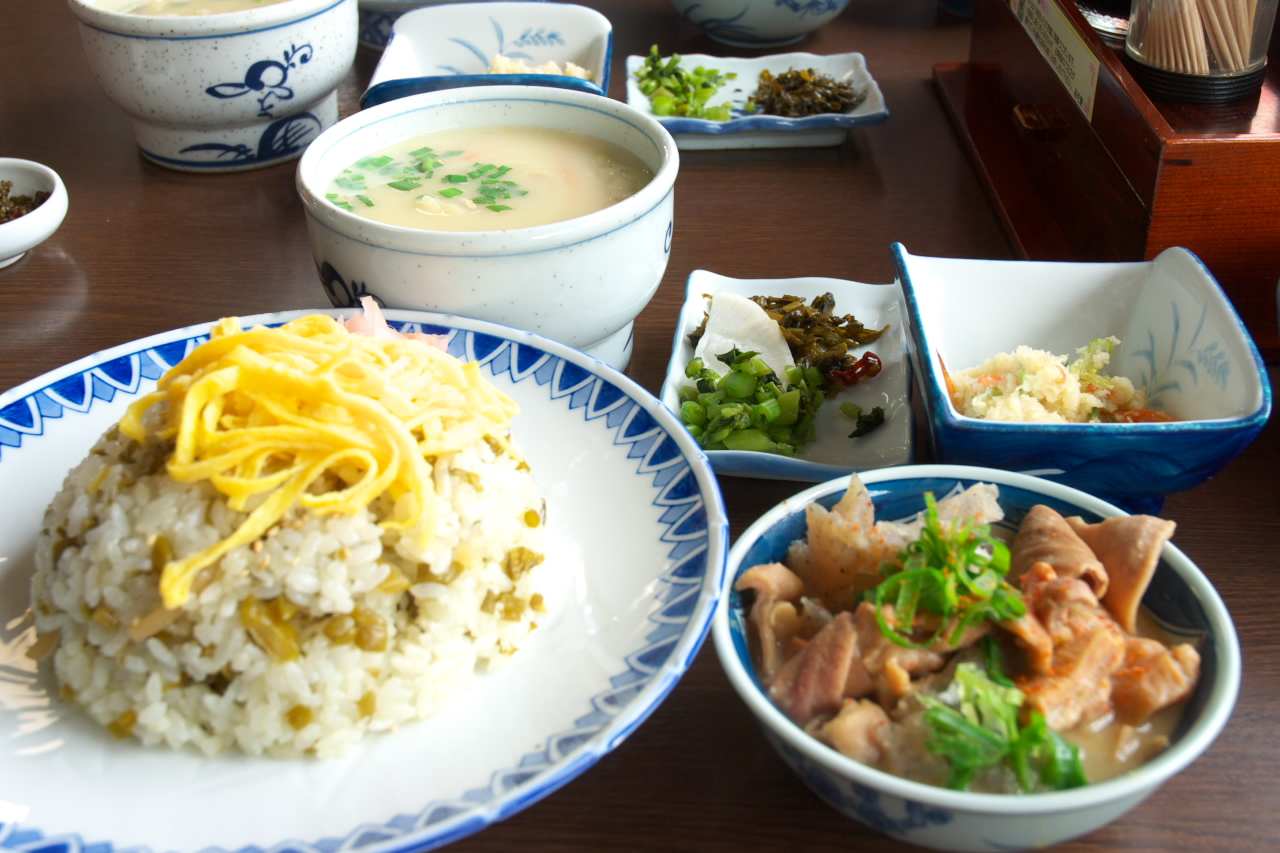
たかなめし定食（阿蘇市「あそ路」）

高菜めし（たかなめし）は、熊本県および筑後地方の郷土料理。

## 調理方法
最初に炒り卵を作り、細かく切った高菜漬をしっかり炒めた後に炒り卵とご飯を混ぜてさらに炒めゴマ、塩、醤油等の調味料で味付けをしたもの（高菜漬そのものに塩分が含まれるため味付けをしない場合もある。）。
阿蘇高菜を使用するため、阿蘇地域で良く見られる料理である。

## 歴史
豊肥本線（阿蘇高原線）市ノ川駅前のドライブイン「あそ路」が、阿蘇で初めて商品化し、徐々に定着して阿蘇の名物となった。あそ路の「たかなめし」は高菜ピラフや高菜炒飯とは違う素朴な製法で根強いファンが多い。ここからは口頭で伝わっている話であるが、明治時代、豊肥本線の宮地駅までの開通に向けて当時の鉄道大臣が視察に訪れた。今の市ノ川駅にほど近い場所で「煮しめ」や「だんご汁」で接待した際に「たかなめし」も供されたと言われている。
あそ路のたかなめしは、初代店主である久徳の母サキが、夕げの膳に作っていたものがその原点である。昭和43年3月のあそ路の開店後、久徳の兄弟のうちの一人久助が「子どもの頃に母親が作って食べさせてくれた「たかなめし」を商品化しては？」という一言がきっかけで、初めて「元祖たかなめし」として売り出した。それが今では阿蘇を代表する郷土料理の一つとして広がっている。